# ديناميكا نيوتن المعدلة
ديناميكا نيوتن المعدلة، هي نظرية تقترح تعديل قوانين نيوتن لتفسير الخصائص المرصودة للمجرات. إنها بديل لنظرية المادة المظلمة من حيث شرح «لماذا لا يبدو أن المجرات تخضع لقوانين الفيزياء المفهومة حالياً».
تم إنشاء النظرية في عام 1982 ونشرت للمرة الأولى في عام 1983 من قبل الفيزيائي الإسرائيلي مردهاي ميلغروم، لشرح السبب في أن سرعات النجوم في المجرات كانت أكبر من المتوقع بناءً على ميكانيكا نيوتن. لاحظ ميلغروم أنه يمكن حل هذه المعضلة المتناقضة إذا كانت قوة الجاذبية للنجم في المناطق الخارجية من المجرة متناسبة مع مربع تسارع الجاذبية (على عكس تسارع الجاذبية نفسه، كما هو الحال في قانون نيوتن الثاني)، أو إذا كانت قوة الجاذبية تتباين عكسياً مع نصف القطر (على عكس المربع العكسي لنصف القطر، كما هو الحال في قانون نيوتن للثقل). في ديناميكا نيوتن المعدلة يحدث انتهاك لقوانين نيوتن عند التسارعات الضئيلة للغاية، وهي خاصية المجرات التي تقل بشكل كبير مقارنة بأي شيء يصادف عادةً في النظام الشمسي أو على الأرض.
تعتبر ديناميكا نيوتن المعدلة مثالاً على فئة من النظريات المعروفة باسم الجاذبية المعدلة، وهي بديل عن الفرضية القائلة بأن ديناميكا المجرات يتم تحديدها من خلال هالات المادة المظلمة الضخمة غير المرئية. منذ اقتراح ميلغروم الأصلي، تنبأت ديناميكا نيوتن المعدلة بمجموعة متنوعة من الظواهر المجرية التي يصعب فهمها من منظور المادة المظلمة، وصدق تنبؤها. لا تقوم ديناميكا نيوتن المعدلة بتفسير الخصائص المرصودة لمجموعات المجرات بشكل كاف، كما أنه لم يتم بناء أي نموذج كوني مرصدي استناداً على النظرية.
في عام 2017، استبعد القياس الدقيق لسرعة الموجات الثقالية مقارنةً بسرعة الضوء العديد من النظريات التي استخدمت الجاذبية المعدلة لشرح المادة المظلمة[4]. ومع ذلك، لا يتم استبعاد معادلة ميلغروم الثنائية المعدلة لديناميكا نيوتن المعدلة.

## نظرة عامة

مقارنة بين منحنيات الدوران المرصودة والمتوقعة للمجرة الحلزونية النموذجية M33.

تشير العديد من الملاحظات المستقلة إلى حقيقة أن الكتلة المرئية في المجرات ومجموعات المجرات ليست كافية لتفسير ديناميكياتها، عند تحليلها باستخدام قوانين نيوتن. تم تحديد هذا التناقض المعروف باسم «مشكلة الكتلة المفقودة» لأول مرة من قبل الفلكي السويسري فريتز زويكي في عام 1933 (الذي درس عنقود كوما المجري)، وتم تمديده لاحقاً ليشمل المجرات الحلزونية بواسطة عمل هوراس بابكوك 1939 على مجرة أندروميدا. تمت زيادة هذه الدراسات المبكرة في ستينيات وسبعينيات القرن الماضي من خلال عمل فيرا روبين في معهد كارنيجي في واشنطن، والذي رسم الخرائط التفصيلية لسرعات دوران النجوم في عينة كبيرة من اللوالب. بينما تتنبأ قوانين نيوتن بأن سرعات الدوران النجمي يجب أن تتناقص مع المسافة من مركز المجرة، ولكن وجد روين أنها تبقى ثابتة تقريباً، ويقال أن منحنيات الدوران «مسطحة». تستلزم هذه الملاحظة واحداً مما يأتي على الأقل:
1. توجد في المجرات كميات كبيرة من المواد غير المرئية التي تزيد من سرعة النجوم إلى ما هو متوقع على أساس الكتلة المرئية نفسها.
2. لا تنطبق قوانين نيوتن على المجرات.

الخيار الأول يؤدي إلى فرضية المادة المظلمة، في حين أن الخيار الثاني يؤدي غلى نظرية ديناميكا نيوتن المعدلة.
الفرضية الأساسية لنظرية ديناميكا نيوتن المعدلة هي أنه في حين تم اختبار قوانين نيوتن على نطاق واسع في بيئات عالية التسارع (في النظام الشمسي وعلى الأرض)، إلا أنه لم يتم التحقق منها للأجسام ذات التسارع المنخفض للغاية، مثل النجوم في الأجزاء الخارجية من المجرات. قاد هذا ميلغروم إلى فرض قانون جديد فعال لقوة الجاذبية ويشار إليه أحياناً بقانون ميلغروم والذي يربط التسارع الحقيقي للكائن مع التسارع الذي يمكن التنبؤ به على أساس ميكانيكا نيوتن[1] . تم اختيار هذا القانون ليقتصر على التسارع العالي حسب نيوتن على الرغم من أنه يؤدي إلى سلوك مختلف (تسارع منخفض):

| {\displaystyle F_{N}=m\mu \left({\frac {a}{a_{0}}}\right)a.} | \| \| \| \| \| \| \| \| | (1) |
|                                                              |                         |     |
|                                                              |                         |     |
هنا FN هي القوة بالنيوتن، m هي كتلة الكائن (الجاذبية)، μ(x) هو تسارعها وهو غير محدد الوظيفة حتى الآن ولكن معروفة باسم وظيفة الاستيفاء، وa0 هو ثابت أساسي جديد والذي يصادف الانتقال بين ميكانيكا نيوتن وديناميكا نيوتن المعدلة.
يتطلب الاتفاق مع ميكانيكا نيوتن:
{\displaystyle {\begin{aligned}\mu (x)\to 1&&{\text{for }}x\gg 1,\end{aligned}}}
والتطابق مع الملاحظات الفلكية يتطلب:
{\displaystyle {\begin{aligned}\mu (x)\to x&&{\text{for }}x\ll 1.\end{aligned}}}
وراء هذه الحدود، لا يتم تحديد وظيفة الاستيفاء بواسطة النظرية، على الرغم من أنه من الممكن تقييدها بشكل ضعيف بشكل تجريبي. هناك خياران شائعان هما:
{\displaystyle \mu \left({\frac {a}{a_{0}}}\right)={\frac {1}{1+{\frac {a_{0}}{a}}}},}
و«وظيفة الاستيفاء القياسية»:
{\displaystyle \mu \left({\frac {a}{a_{0}}}\right)={\sqrt {\frac {1}{1+\left({\frac {a_{0}}{a}}\right)^{2}}}}.}
وبالتالي، في نظام ديناميكا نيوتن المعدلة a<< a0:
{\displaystyle F_{N}=m{\frac {a^{2}}{a_{0}}}.}
بتطبيق ما سبق على كائن كتلته m في مدار دائري حول كتلة نقطية M (تقريب تقريبيّ في المناطق الخارجية للمجرة)، نجد:

| {\displaystyle {\frac {GMm}{r^{2}}}=m{\frac {\left({\frac {v^{2}}{r}}\right)^{2}}{a_{0}}}\quad \Longrightarrow \quad v^{4}=GMa_{0}} | \| \| \| \| \| \| \| \| | (2) |
| |                         |     |
| |                         |     |
أي أن سرعة دوران النجم مستقلة عن r، ومسافة بعدها عن مركز المجرة –منحنى الدوران- مسطح، كما هو مطلوب. عن طريق تطبيق قانونه على بيانات منحني الدوران، وجد ميلغروم أن {\displaystyle a_{0}\approx 1.2\times 10^{-10}\mathrm {ms} ^{-2}} كانت لتكون الأمثل. هذا القانون البسيط يكفي للتنبؤ بمجموعة واسعة من الظواهر المجريّة.
أحد الاحتمالات هو معاملته كتعديل للقانون الكلاسيكي (قانون نيوتن الثاني)، بحيث لا تتناسب القوة على جسم ما مع تسارع الجسيمات بل إلى (a/a0). في هذه الحالة، فإن ديناميكا نيوتن المعدلة لا تنطبق فقط على الظواهر الخارجية بل أيضاً على تلك الناتجة عن قوى أخرى، على سبيل المثال الكهرومغناطيسية. بدلاً من ذلك، يمكن اعتبار قانون ميلغروم على أنه يترك قانون نيوتن الثاني دون تغيير وبدلاً من ذلك، يعدل على قانون الثقل التربيعي المقلوب، بحيث تكون الجاذبية الحقيقية على كائن ما كتلته m بسبب كتلة أخرى M تقريباً كما يلي:
{\displaystyle {\frac {GMm}{\mu \left({\frac {a}{a_{0}}}\right)r^{2}}}.}
في هذا التفسير، ينطبق تعديل ميلغروم بشكل حصري عبى الظواهر الخارجية.

## الأدلة الرصدية لديناميكا نيوتن المعدلة
منذ أن تم وضع ديناميكا نيوتن المعدلة خصيصاً لإنتاج منحنيات الدوران المسطح، لا يوجد أي دليل على صحة النظرية، لكن كل ملاحظة مطابقة تضيف بعض الدعم للقانون التجريبي. ومع ذلك، فإن مجموعة واسعة من الظواهر الفيزيائية الفلكية يتم حسابها بدقة ضمن إطار ديناميكا نيوتن المعدلة. ظهرت العديد من هذه الظواهر بعد نشر أوراق ميلغروم الأصلية، بالإضافة لصعوبة شرحها باستخدام فرضية المادة المظلمة البديلة.
- توفر المعادلة 2 علاقة ملموسة بين الكتلة الكلية للباريونيك (مجموع كتلتها في النجوم والغازات) وسرعة دورانها غير المقارية، بالإضافة إلى إظهار منحنيات الدوران المسطحة لديناميكا نيوتن المعدلة. ومن الملاحظ أن هذا يعرف باسم علاقة تاري فيشر باريونيك[14] وتبين أنها تتوافق تماماً مع ديناميكا نيوتن المعدلة.
- يحدد قانون ميلغروم بشكل كامل منحنى دوران المجرة بالنظر إلى توزيع كتلها الباريونية فقط. على وجه الخصوص، تتوقع ديناميكا نيوتن المعدلة وجود علاقة أقوى بكثير بين السمات في توزيع الكتلة الباريونية والميزات في منحني الدوران مقارنةً بفرضية المادة المظلمة (حيث أن المادة المظلمة تهيمن على كتلة المجرة ويفترض تقليدياً عدم تتبع توزيع الباريونات عن قرب). كما يزعم أن هذا الارتباط الضيق يتم ملاحظته في العديد من المجرات الحلزونية، وهي حقيقة يشار إليها باسم «قاعدة رينزو».[12]
- نظراً إلى أن ديناميكا نيوتن المعدلة تعدل ديناميكيات نيوتن بطريقة تعتمد على التسارع، فإنها تتنبأ بعلاقة محددة بين تسارع النجم في أي دائرة نصف قطرها من مركز المجرة وكمية الكتلة غير المرئية فيها (المادة المظلمة) داخل نصف القطر ذلك، والتي يمكن استنتاجها بواسطة تحليل نيوتن. يعرف هذا باسم «علاقة التناقض الشامل- التسارع»، وقد تم قياسه بالملاحظة.[15][16] أحد جوانب تنبؤ ديناميكا نيوتن المعدلة هو أن كتلة المادة المظلمة المستخلصة تتناهى إلى الصفر عندما يصبح تسارع الجاذبية النجمية أكبر من a0، حيث تعود عندها ديناميكا نيوتن المعدلة إلى ميكانيكا نيوتن العادية. في نظرية المادة المظلمة، من الصعب أن نفهم لماذا يجب أن ترتبط الكتلة ارتباطاً وثيقاً بالتسارع، ولماذا يبدو أن هناك تسارعاً حرجاً لا يلزمه إلا المادة المظلمة.[2]
- تعمل كل من ديناميكا نيوتن المعدلة وهالات المادة المظلمة على تثبيت المجرات القرصية، مما يساعدهم على الاحتفاظ بهيكلهم المدعوم بالتناوب ومنع تحولهم إلى مجرات إهليلجية. في ديناميكا نيوتن المعدلة، لا يتوفر هذا الاستقرار الإضافي إلا لمناطق المجرات داخل نظام ديناميكا نيوتن المعدلة أي a<a0، مما يشير إلى أن اللوالب ذات a> a0 في مناطقها الوسطى يجب أن تكون عرضة لعدم الاستقرار وبالتالي احتمال بقائها حتى يومنا هذا أمر واردv. هذا قد يفسّر حدّ فريمان لكثافة الكتلة السطحية المركزية المرصودة في المجرات لحلزونية، والتي تقرب a0/G. [22] يجب وضع هذا المقياس يدوياً في نماذج تشكيل المجرات المظلمة القائمة على المادة.[17]
- تقع المجرات الضخمة بشكل خاص داخل نظام نيوتن a>a0 إلى نصف القطر الذي يحيط الغالبية العظمى من كتلتها الباريونية. في هذه الأقطار، تتوقع ديناميكا نيوتن المعدلة أن منحني الدوران يجب أن ينخفض بمقدار r/1، وفقاً لقوانين كبلر. في المقابل –ومن منظور المادة المظلمة-، يتوقع أن تزيد الهالة من سرعة الدوران بشكل كبير وقد تؤدي غلى تقريب القيمة الثابتة، كما في المجرات الأقل كثافةً.
- في ديناميكا نيوتن المعدلة، يجب أن تظهر جميع الكائنات المرتبطة بالجاذبية مع a>a0 -بغض النظر عن أصلها- تبايناً جماعياً عند تحليلها باستعمال ميكانيكا نيوتن. تحت فرضية المادة المظلمة، من المتوقع أن تكون الأجسام المكونة من مادة بريونية يتم الحصول عليها من خلال عملية الدمج أو تفاعل المد والجزر بين مجرتين خالية من المادة المظلمة.
- أظهرت الأعمال الحديثة أن العديد من المجرات القزمة حول درب التبانة وأندروميدا توجد بشكل تفضيلي.يشير هذا إلى أنها ربما تكونت أثناء مجابهة وثيقة مع مجرة أخرى، ومن ثم تكونت المجرات القزمة.